# Padul
Padul – gmina w Hiszpanii, w prowincji Grenada, w Andaluzji, o powierzchni 89,15 km². W 2014 roku gmina liczyła 8353 mieszkańców.
Jego wysokość nad poziomem morza wynosi 744 metry.

## Współpraca
- Kościerzyna, Polska[2]